# Grade-A
『Grade-A』（グレード・エー）とは、1997年4月6日から9月28日まで、フジテレビ系列で毎週日曜夜に放送されていたスポーツニュース番組である。フジテレビ・関西テレビの共同制作。また、番組の配信（提供クレジットを含む）はフジから行われた。

## 概要
フジテレビ系列では、それまで『プロ野球ニュース』を全曜日対応のスポーツニュース番組と位置づけ放送されていたが、日曜日はそれを22:00 - 23:00に前倒し、エンターテインメント色も取り込み、とんねるずの司会により、日曜夜の民間放送で日本一早くスポーツニュースを報じた。
当初は、とんねるずの2人が一緒に司会を務めていたが、番組後期は石橋貴明、木梨憲武が一週おきの交代でメイン司会を務める形に変更された。また、仮タイトルとして『とんねるずのギンギン!スポーツ劇場』が拳げらげれていた。
番組は半年で終了し、『スーパーナイト』として、司会者に当時TBSと専属契約を結んでいた元NHK（神戸→佐世保→東京アナウンス室）アナウンサーの森本毅郎と当時の同局アナウンサーだった小島奈津子を迎え、報道色の強い番組に路線転換された。なお、『プロ野球ニュース』は日曜日のみ元に戻された。
日本テレビ（以下、日テレ）の『電波少年』とは裏番組として競争相手となったが、当該番組に出演していた石橋はその後、『レッツ・ゴー!永田町』（日テレ）の番組を宣伝する名目で電波少年に出演、（裏番組嫌いのとんねるずにしては意外にも）「Grade-A」との競合話は一回も出なかった。

## 出演者
- とんねるず
  - 石橋貴明
  - 木梨憲武
- 濱田典子（元フジテレビアナウンサー）[4]
- 杉本清（元関西テレビアナウンサー）